# Julius Weiffenbach
Julius Weiffenbach (* 26. April 1837 in Ziegenhain; † 29. Juni 1910 in Berlin) war ein deutscher Jurist.
Er studierte bis 1858 Rechtswissenschaften in Marburg a. d. Lahn und in Berlin. 1865 wurde er Garnisonsauditeur und 1881 ordentliches Mitglied des preußischen Generalauditoriats. 1873 verfasste er einen Kommentar zum Militärstrafgesetzbuch. 
Von 1886 bis 1898 lehrte er Völkerrecht, Staats- und Militärrecht an der Berliner Kriegsakademie.  Er wurde 1899 Leiter der Justizabteilung im Kriegsministerium und Honorarprofessor an der Universität Berlin. 1900 wurde er zum Senatspräsidenten beim Reichsmilitärgericht in Berlin berufen. 
Julius Weiffenbach war einer der Verfasser des Entwurfs der Militärstrafgerichtsordnung des Deutschen Reiches.